# Ceramica balistica
Le piastre in ceramica balistica sono una forma di armatura in compositi; note in inglese come ceramic plates ("piastre in ceramica"), o come trauma plates ("piastre antitraumatismo"), sono spesso usate come inserti rigidi in punti particolari dei giubbotti antiproiettili e del blindaggio in compositi di veicoli blindati e nei carri armati.
La maggior parte delle piastre di ceramica balistica usate nei giubbotti di armatura corporea fornisce una protezione "Type III" secondo gli standard del NIJ statunitense, che richiede che siano in grado di fermare i proiettili di fucile.

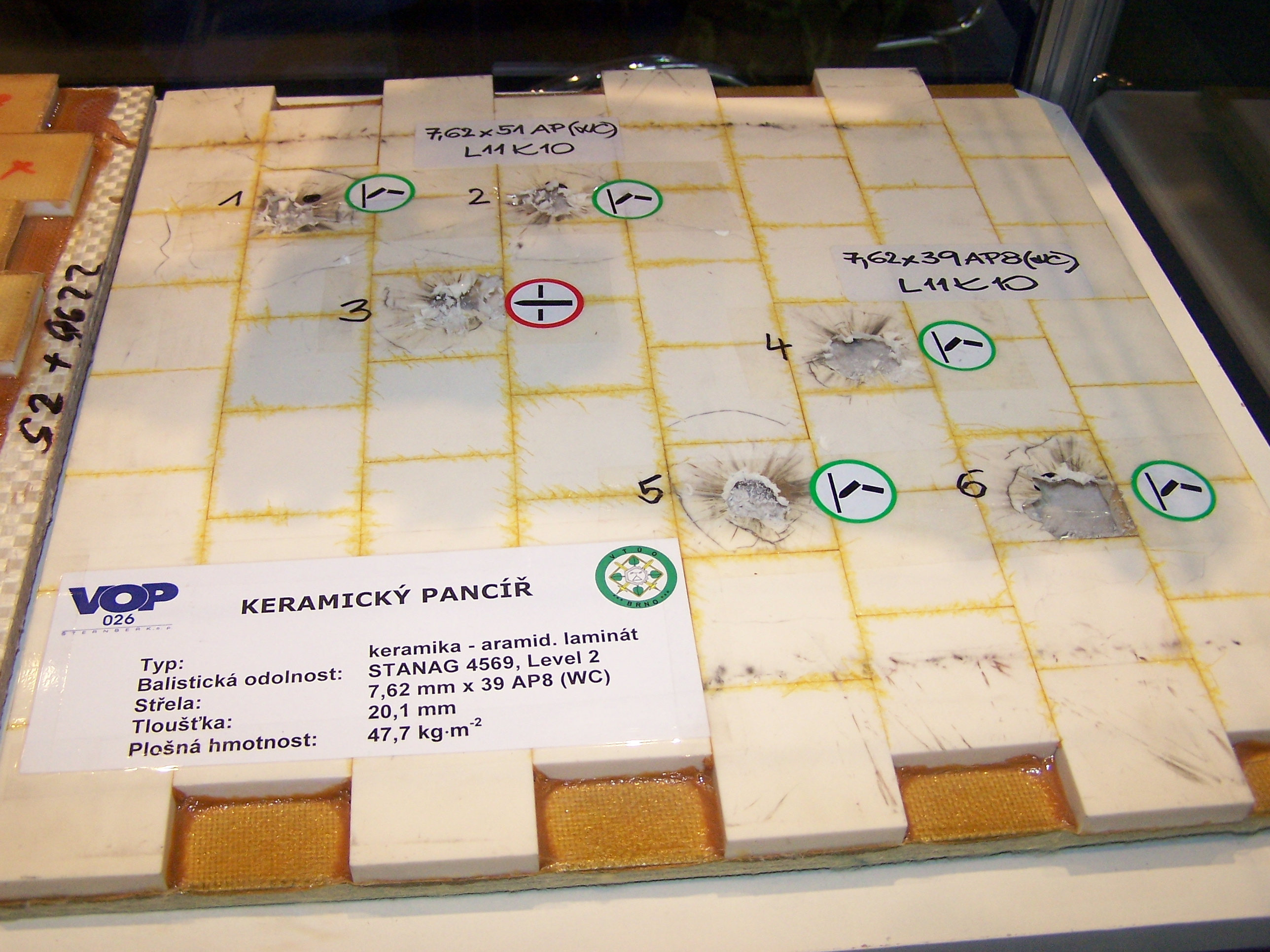
Corazza composita laminata in ceramica-kevlar (risultati del test balistico)

## Materiali costruttivi
- Acciaio, economico e resistente, ma pesante, può essere inserito nelle parti basse del corpo, come negli scarponi o para-stinchi
- Araldite, resina bi-componente resistentissima, che può essere tornita
- Carburo di boro
- Carburo di tungsteno
- Dynema (polietilene ultra-denso)
- Kevlar (noto anche come aramide o Twaron)
- SICADUR (carburo di silicio, di colore nero)
- Titanio (piuttosto costoso, leggero, amagnetico, resistente soprattutto alle alte temperature)
- Widia (dal tedesco: WIe DIAmant, come diamante)

## Progetto
Di solito la piastra in ceramica balistica, piccola e poco elastica ma molto resistente alla penetrazione, viene poggiata su una base in kevlar, più elastica e sagomabile in grosse superfici. Il kevlar assorbe e distribuisce meglio l'energia cinetica della pallottola, evitando che la piastra (frammentandosi per spallazione, oppure spostandosi) ferisca il soldato o penetri all'interno della cabina del veicolo.

## Piastre SAPI
Le piastre SAPI (acronimo di Small Arms Protective Insert) hanno spesso una faccia esterna in ceramica balistica come carburo di boro o carburo di silicio, più duro e resistente, ed una faccia interna in kevlar, più elastico, capace di assorbire il colpo. Al di sotto si trova il grosso del giubbotto antiproiettile, frequentemente costruito in fibre di nylon e/o kevlar.

## Utilizzo
Una piastra in ceramica viene di solito inserita nello strato esterno o nella tasca di un giubbotto antiproiettile realizzato in materiali elastici e leggeri come nylon o kevlar. Molti giubbotti hanno spazio per due piastre, una da situarsi nella parte anteriore e l'altra sul retro.
Le piastre in ceramica approvate dalle forze armate degli Stati Uniti sono chiamate ESAPI (acronimo inglese di "Enhanced Small Arms Protective Insert").

## Peso
Il peso approssimato per una piastra specificata come "NIJ Type III" è di 4 a 8 libbre (1,8-3,6 kg) per una dimensione tipica di 10 per 12 pollici. Esistono altri tipi di piastre protettive che sono prodotti in dimensioni diverse e che offrono differenti livelli di protezione: ad esempio la piastra a massima copertura "MC-Plate" (maximum coverage plate) offre il 19% in più di area protetta rispetto a una piastra in ceramica standard.